# Mientras duermes
Mientras duermes (Nederlands: Terwijl je slaapt) is een Spaanse thriller uit 2011, en geregisseerd door Jaume Balagueró.

## Verhaal
César is een conciërge van een appartementencomplex. Hij lijdt zijn hele leven aan een depressie en weet dat voor anderen verborgen te houden. Op het eerste gezicht lijkt hij een gentleman die klusjes voor de medebewoners doet, zoals de hond eten geven en de planten verzorgen als de bewoners weg zijn, omdat hij toch alle sleutels heeft van de voordeuren. Maar César draagt een gruwelijk geheim met zich mee. Met zijn negatieve emoties, heeft hij de drang om de mensen om hem heen, ook het leven zuur te maken, waardoor hij zijn taken expres niet goed uitvoert. De mooie altijd vrolijke Clara moet het vooral gelden. Door de obsessie voor haar, gaat César zo ver, dat hij elke avond voor ze thuis komt, zich verstopt onder haar bed. Als Clara in slaap valt wordt ze gedrogeerd (met chloroform) om haar seksueel te misbruiken. Deze gebeurtenissen deelt César alleen met zijn bedlegerige moeder. Elke keer komt César er goed mee weg, tot onverwachts een vriend in Clara's leven komt en daarnaast ook nog zijn buurmeisje Úrsula achter zijn nachtelijke praktijken ontdekt.

## Rolverdeling
| Acteur           | Personage        |
| ---------------- | ---------------- |
| Luis Tosar       | César            |
| Marta Etura      | Clara            |
| Alberto San Juan | Marcos           |
| Petra Martinez   | Mevrouw Verónica |
| Iris Almeida     | Úrsula           |
| Carlos Lasarte   | Buurman          |
| Pep Tosar        | Vader van Úrsula |
| Margarita Rosed  | Moeder van César |

## Ontvangst

### Recensies
Op Rotten Tomatoes geeft 91% van de 35 recensenten de film een positieve recensie, met een gemiddelde score van 7,50/10. Website Metacritic komt tot een score van 70/100, gebaseerd op 11 recensies, wat staat voor "generally favorable reviews" (over het algemeen gunstige recensies)

### Prijzen en nominaties
De film won 9 prijzen en werd voor 22 andere genomineerd. Een selectie:
| Jaar | Prijs               | Categorie    | Genomineerde | Resultaat   |
| ---- | ------------------- | ------------ | ------------ | ----------- |
| 2012 | Goya (26ste editie) | Beste acteur | Luis Tosar   | Genomineerd |